# 烏若瓦
50°54′35″N 25°9′42″E / 50.90972°N 25.16167°E
烏若瓦（烏克蘭語：Ужова），是烏克蘭的村落，位於該國西部沃倫州，由盧茨克區負責管轄，面積0.51平方公里，海拔高度194米，2001年人口115，人口密度每平方公里225.49人。